# Distretto di Nisporeni
Il distretto di Nisporeni è uno dei 32 distretti della Moldavia, il capoluogo è la città di Nisporeni.

## Società

### Evoluzione demografica
In base ai dati del censimento, la popolazione è così divisa dal punto di vista etnico:
| Etnia       | Abitanti | %     |
| ----------- | -------- | ----- |
| Moldavi     | 60.774   | 93,61 |
| Ucraini     | 223      | 0,44  |
| Russi       | 339      | 0,52  |
| Gagauzi     | 17       | 0,02  |
| Bulgari     | 28       | 0,04  |
| Rumeni      | 2.329    | 3,59  |
| Altre etnie | 1.214    | 1.87  |

Tra gli abitanti segnalati come altre etnie, 1.147 sono Rom

### Suddivisioni amministrative
Il distretto è formato da 1 città e 22 comuni

### Città
- Nisporeni

### Comuni
1. Bălănești
2. Bălăurești
3. Bărboieni
4. Boldurești
5. Bolțun
6. Brătuleni
7. Bursuc
8. Călimănești
9. Ciorești
10. Ciutești
11. Cristești
12. Grozești
13. Iurceni
14. Marinici
15. Milești
16. Seliște
17. Soltănești
18. Șișcani
19. Valea-Trestieni
20. Vărzărești
21. Vînători
22. Zberoaia